# Megaloptera
Megaloptera Latreille, 1802, è un raggruppamento di Insetti olometaboli, considerato al rango di ordine secondo alcuni autori e al rango di sottordine dei Neuroptera secondo la classificazione tradizionale.

## Descrizione
I Megaloptera rappresentano uno dei raggruppamenti più primitivi degli Olometaboli, con limitate differenze fra la morfologia degli stadi giovanili e quella dell'adulto. L'adulto ha capo prognato, in alcuni generi (Corydalus e Acanthacorydalis) con mandibole abnormi nel maschio; ali ben sviluppate; caratteristica è la conformazione del torace dei Rafididi, che comprende un protorace notevolmente sviluppato in lunghezza e proiettato in avanti rispetto alle zampe anteriori.
Le larve sono acquatiche, quelle dei Rafididi terrestri. Hanno apparato boccale masticatore. Le pupe sono anoiche. La metamorfosi è in generale molto lenta,
mentre lo stadio adulto ha una vita breve.
Sia gli adulti sia le larve sono predatori, con un regime dietetico polifago.

## Sistematica
Oltre alla citata discordanza sulla posizione sistematica dei Megalotteri, si segnala che la suddivisione interna degli schemi più recenti non annovera la famiglia dei Rhaphididae, che etologicamente e morfologicamente si differenzia nettamente dal resto dei Megalotteri. Le classificazioni più recenti elevano infatti i Rafididi al rango di ordine con il nome Raphidioptera.
In Europa sono rappresentati solo le famiglie Rhaphididae e Sialidae